# Лашкарёв, Григорий Сергеевич
Григо́рий Серге́евич Лашкарёв (1788—1849) — государственный деятель Российской империи, сенатор, генерал-лейтенант.

## Биография
Родился 20 ноября (1 декабря) 1788 года в семье дипломата Сергея Лазаревича Лашкарёва.
В 1807 году он был назначен в Коллегию иностранных дел переводчиком; в 1808 год перешёл работать в министерство внутренних дел (в отделение соляных дел). По линии этого министерства в том же году его откомандировали для ревизии Могилёвской и Витебской губерний. В 1810 году был назначен начальником отдела вновь открытого департамента горных дел.
Отечественная война 1812 года изменила направление деятельности Лашкарёва. В 1813 году он, движимый патриотическими чувствами, покинул гражданскую службу и вступил в Гродненский полк в чине штабс-ротмистра, чтобы принять участие в войне; 2 октября 1813 года в «битве народов» под Лейпцигом был ранен. За проявленную в бою храбрость был награждён орденом Св. Анны 2-й степени.
15 февраля 1814 года участвовал в боях под Бар-сюр-Об, 19-го — под деревней Лабрюссель, 20-го — при г. Троа (за что был награждён орденом Св. Владимира 4-й степени), 18 марта — под Фер-Шампенуазе, а 17-го и 18-го — под Парижем.
В 1820 году (?) вследствие полученного ранения вышел в отставку в чине подполковника и перешёл на гражданскую службу; служил чиновником по особым поручениям при генерал-губернаторах — Калужском, Витебском, Смоленском и Могилевском, уже будучи в чине надворного советника.
В 1826 году был назначен Могилёвским вице-губернатором, в 1832 году переведён губернатором в Гродно и повышен в чин действительного статского советника. В следующем году назначен Киевским губернатором, а в 1835 году — Подольским.
В 1834 году он был назначен генерал-интендантом 1-й армии, но после упразднения главного штаба этой армии его вновь перевели в министерство внутренних дел, а в 1835 году назначили Подольским губернатором.
В 1839 году получил пост военного губернатора города Житомира и Волынского гражданского губернатора и произведён в чин генерал-майора.
Дослужился в 1844 году до чина генерал-лейтенанта. И в то же время был назначен присутствующим сенатором в Сенате, а через два года — первоприсутствующим сенатором и занимал этот пост до самой смерти.
За свою плодотворную и разнообразную деятельность Лашкарёв не раз получал благодарность правительства и был награждён орденами (орденом св. Владимира 2-й степени и другими).
Умер 1 (13) июля 1849 года и похоронен на Волковом кладбище в Санкт-Петербурге.

## Награды
- Орден Святой Анны 2-й степени (1813)
- Орден Святого Владимира 4-й степени (1814)
- Орден Святого Владимира 2-й степени